# Кранц, Георгий Семёнович
Георгий Семёнович Кранц (1905, Киев — декабрь 1943, Мценский район, Орловская область) — советский скульптор.

## Биография
Георгий Кранц родился в 1905 году в Киеве. В 1920—1921 годах учился в местной частной художественной студии В. В. Климова. В 1922 году переехал в Москву и поступил на скульптурный факультет Вхутемаса. Учился у И. М. Чайкова. В 1929 году окончил обучение. Жил в Москве, работал в станковой и монументально-декоративной скульптуре. Состоял в Ассоциации художников революционной России. В начале 1930-х годов работал бутафором во МХАТе им. Горького.
После начала Великой Отечественной войны находился в эвакуации в Челябинске. В декабре 1941 года был принят на должность бутафора в Челябинский театр оперетты. В 1943 году открыл в Челябинске скульптурную мастерскую. В апреле 1943 года был призван в РККА и отправился на фронт Великой Отечественной войны. Погиб в декабре 1943 года под городом Мценском Орловской области.

## Работы
- Мать (1929)[6]
- Макдональд и Хикс (1931; ГТГ)[1]
- Земгусар и сестра милосердия (гипс, краска масляная, отливка, роспись; 1930—1933; Нижнетагильский музей изобразительных искусств)[2][7]
- Октябрята. Скульптура для фонтана Макеевского завода им. Кирова[8].
- Пионер (скульптура для питьевого фонтана-колонки; железобетон; 1936)[9]
- Пионерка (скульптура для питьевого фонтана-колонки; железобетон; 1936)[10][9]
- Пионерка-планеристка (1937)[11]
- Дети (проект фонтана; 1937)[12]
- Мать с ребёнком (1938—1939)[13]
- Барельефы для детских садов и яслей (терракота, 1939)[14]
- Игра в мяч (1940)[15]
- Боец Красной армии (1941—1943)[4]

Галерея работ
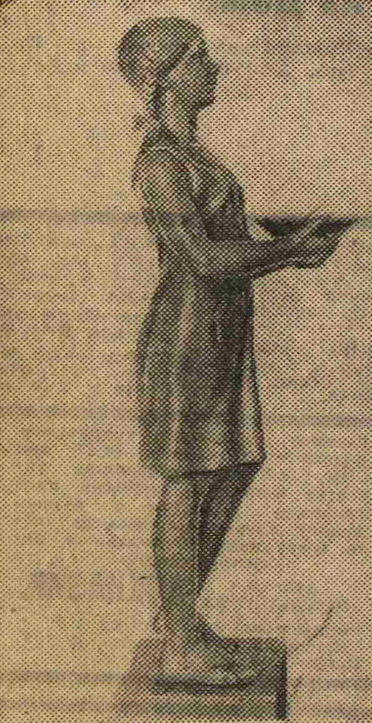
«Пионерка» (скульптура для фонтана-колонки)
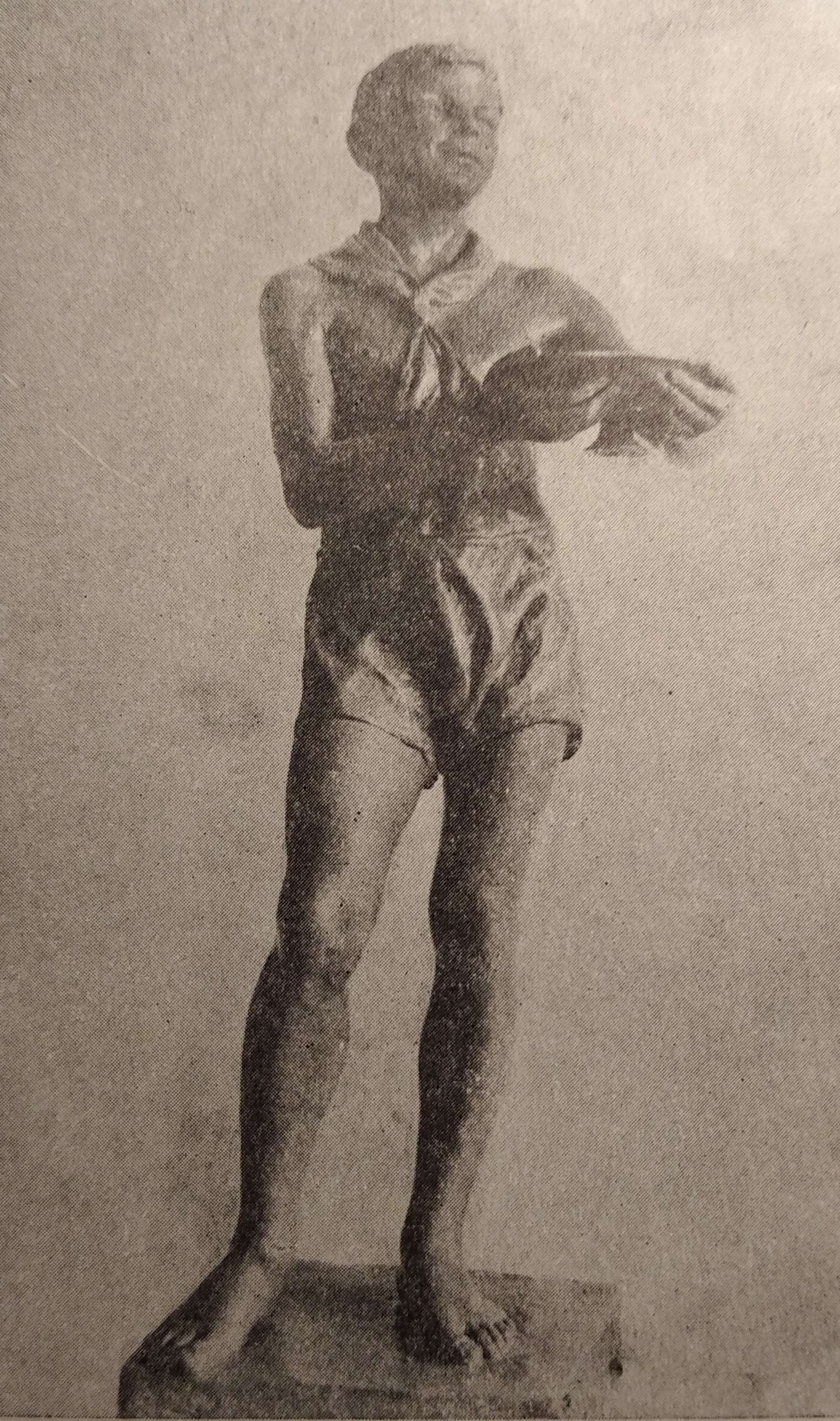
«Пионер» (скульптура для фонтана-колонки)
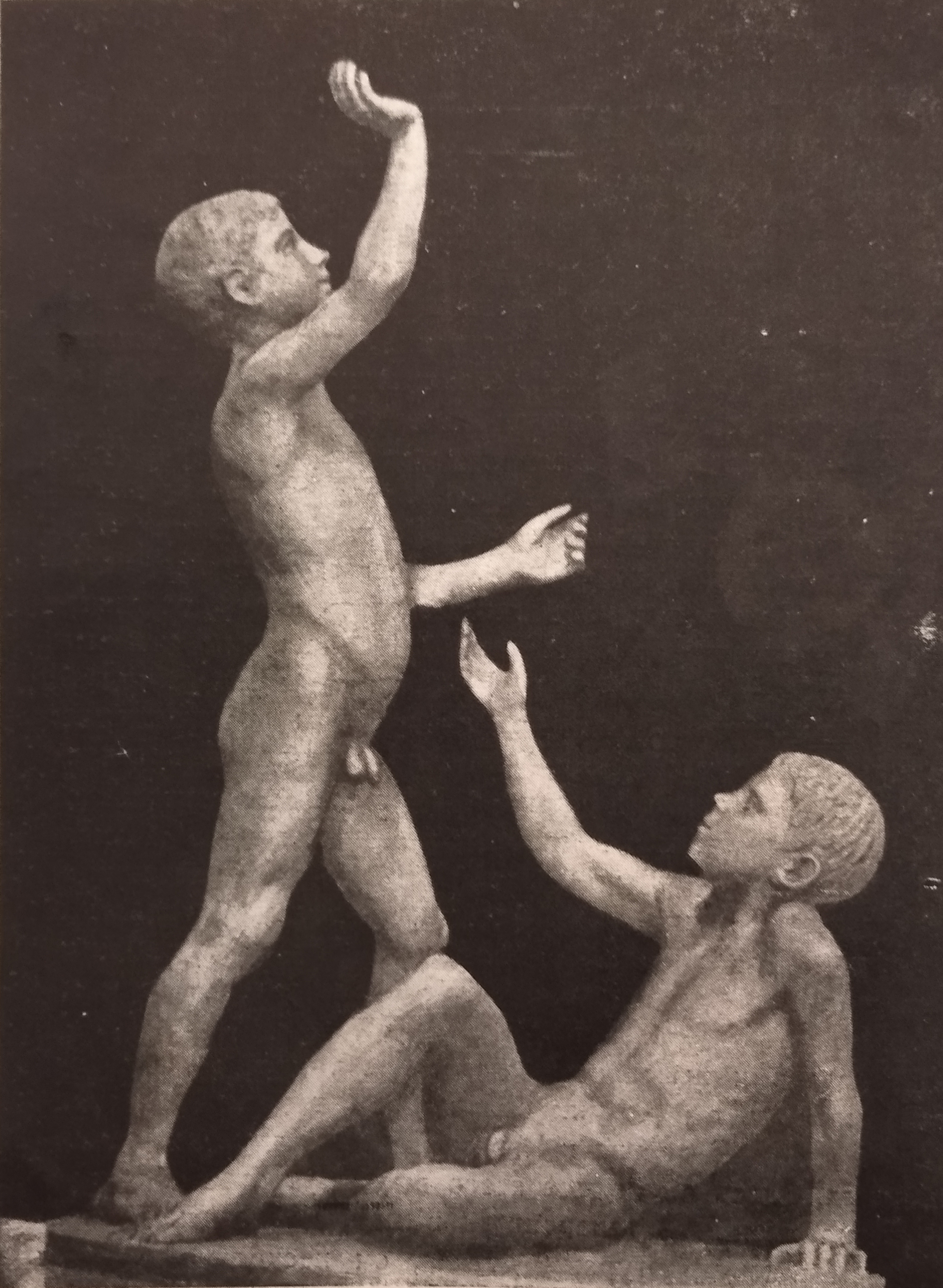
«Октябрята» (скульптура для фонтана)
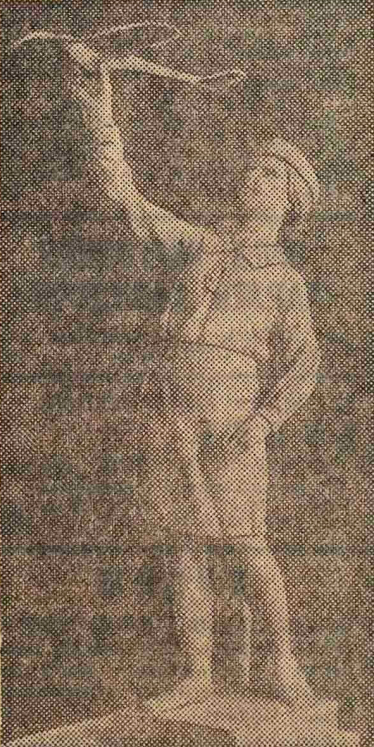
«Пионерка-планеристка»
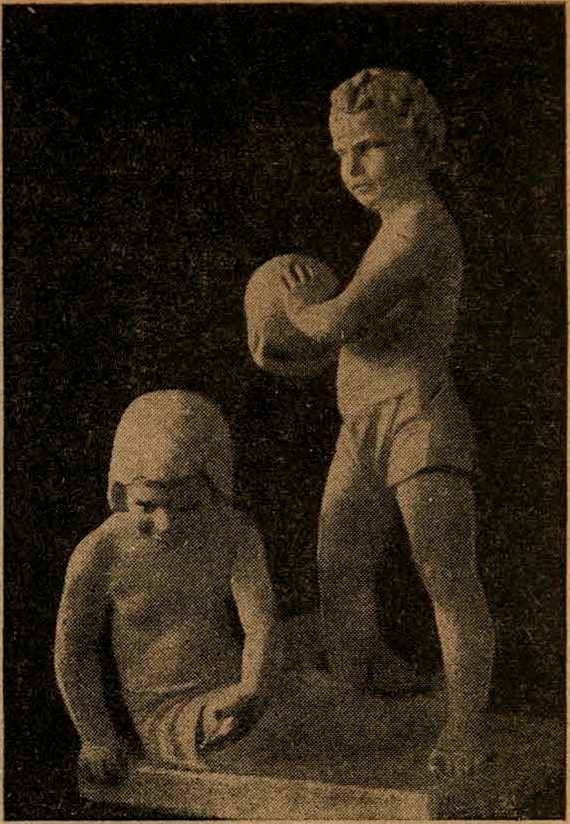
«Дети» (проект фонтана)
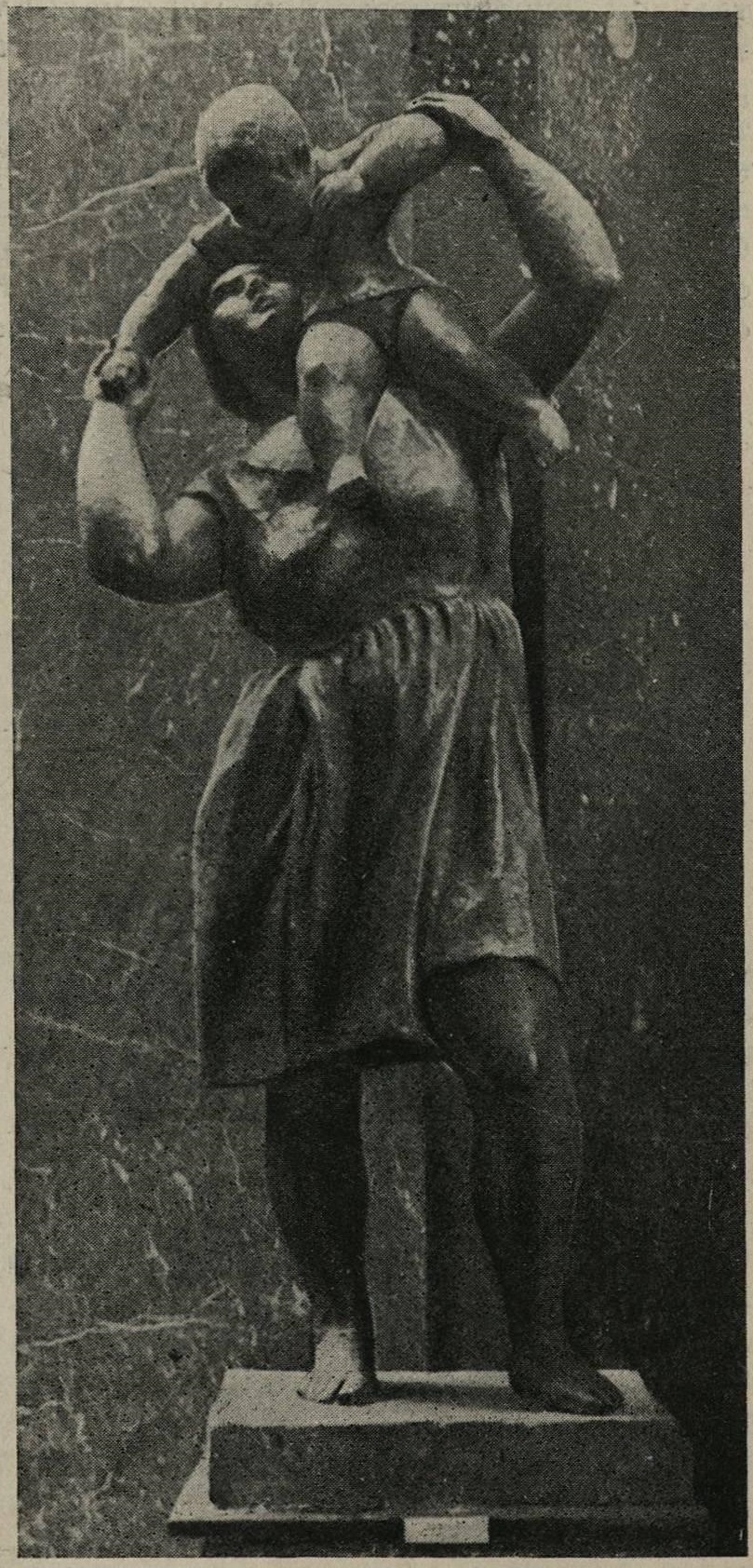
«Мать»
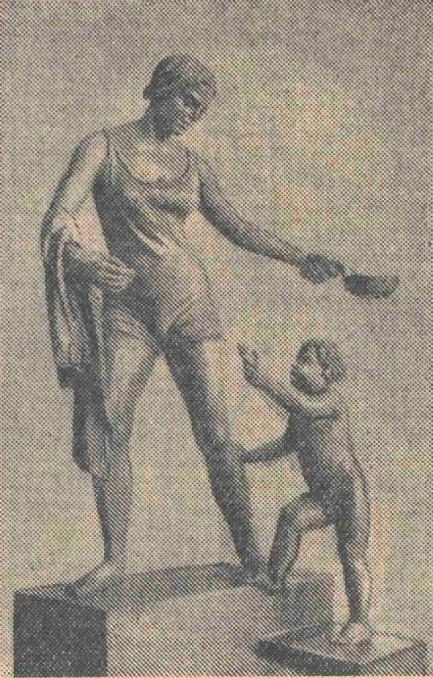
«Мать с ребёнком»
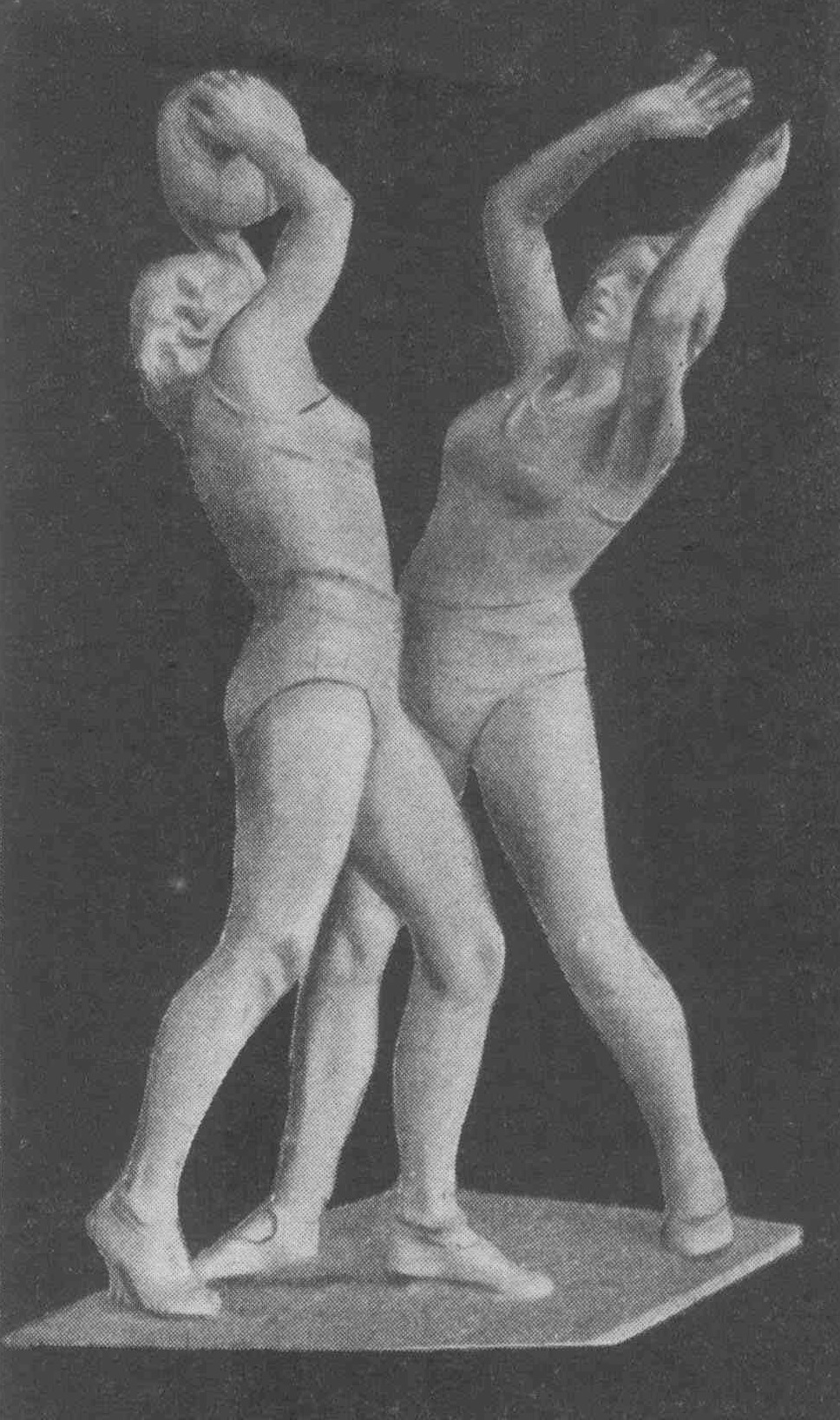
«Игра в мяч»

## Цитаты
Георгий Кранц так описывал свои скульптуры «Пионер» и «Пионерка», изготовленные в 1936 году для питьевого фонтана:
Мне хотелось передать радостное детство советского ребёнка, присущую пионерам смелость, свободу обращения с людьми, отсутствие запуганности и робости. Разница позы мальчика и девочки обусловлена желанием подчеркнуть скромность и внутреннюю углубленность девочки, скоро станущей девушкой, — в противовес мальчику, который ещё в большей степени ребенок, живой и радостный.

## Адреса
Жил в Москве по адресу: улица Верхняя Масловка, дом 17, кв. 2.

## Семья
Жена — Вера Бенционовна Кранц